# Chéran
Der Chéran (deutsch: Seran) ist ein Gebirgsfluss in Frankreich, der in der Region Auvergne-Rhône-Alpes verläuft. Er entspringt im Massiv des Bauges, südlich der Pointe de Chaurionde, an der Gemeindegrenze von Verrens-Arvey und Jarsy, entwässert anfangs in südwestlicher, später in nordwestlicher Richtung durch den gleichnamigen Regionalen Naturpark Massif des Bauges und mündet nach rund 54 Kilometern unterhalb von Rumilly als linker Nebenfluss in den Fier. Auf seinem Weg berührt der Chéran die Départements Savoie und Haute-Savoie.

## Orte am Fluss
- École
- La Compôte
- Le Châtelard
- Lescheraines
- Allèves
- Mûres
- Alby-sur-Chéran
- Rumilly